# 179 Klytaemnestra
Klytaemnestra /klɪtɪmˈnɛstrə/ (định danh hành tinh vi hình: 179 Klytaemnestra) là một tiểu hành tinh khá lớn thuộc kiểu S, ở vành đai chính.
Ngày 11 tháng 11 năm 1877, nhà thiên văn học người Mỹ gốc Canada James C. Watson phát hiện tiểu hành tinh Andromache khi ông thực hiện quan sát tại Đài quan sát Ann Arbor cũ ở Michigan, Mỹ và đặt tên nó theo tên Clytemnestra, vợ của Agamemnon trong thần thoại Hy Lạp. Đây là tiểu hành tinh cuối trong số 22 tiểu hành tinh do James C. Watson phát hiện và sau khi phát hiện tiểu hành tinh này ba năm thì ông qua đời.